# ムクリズ・マハティール

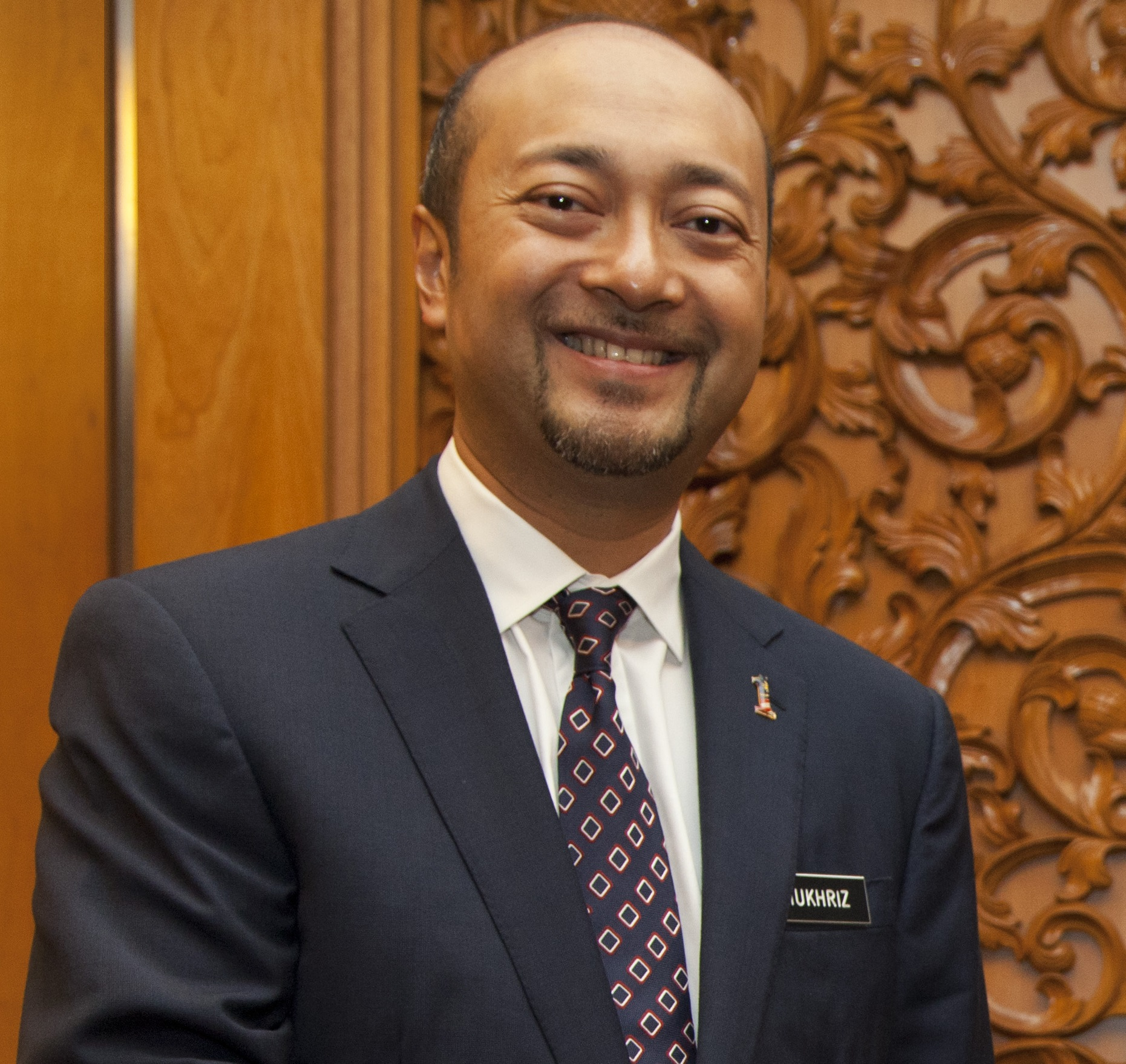
ムクリズ・マハティール

ムクリズ・マハティール（マレー語: Mukhriz Mahathir、1964年11月25日- ）は、マレーシアの政治家。ケダ州首席大臣（2013年 - 2016年、2018年 - 2020年）などを歴任した。マレーシアの首相を長く務めたマハティール・ビン・モハマドの三男。
上智大学に留学経験がある。

## 家族・親族
- 父 - マハティール・ビン・モハマド
- 母 - シティ・ハスマ
- 妻 - Norzieta Zakaria
  - 長女 - Meera Alyanna Mukhriz、Melia Serena Mukhriz
  - 長男 - Misha Hakeem Mukhriz